# 時間之輪
《時光之輪》（英語：The Wheel of Time），亦作《時間之輪》，是由羅伯特·喬丹（Robert Jordan）所著作的一系列暢銷奇幻小說。以其中虛構世界錯綜複雜的細節，策劃的詳細規模以及書中角色間不管是個別或是單獨地互動和栩栩如生的複雜關係而聞名。至目前為止全系列共有14部及一部前传。其中8-11部更接續的成為紐約時報暢銷書排行榜第一名。線上的MUD遊戲"The Wheel of Time MUD" WoTMUD是這系列小說最早授權的遊戲，而不同平台上的相關遊戲也相繼的衍生，包含由Atari所發行在個人電腦上的時間之輪以及由Wizards of the Coast所發行以d20規則為架構的桌上角色扮演遊戲。
《時光之輪》羅伯特·喬丹本来计划写12部，但是他写完第11部就逝世了，留下了许多笔记和音频材料。经过喬丹遗孀的授权，由奇幻作家布蘭登·山德森（Brandon Sanderson）续写。索尼影視娛樂和Amazon Studios把此小說改編成電視劇，於2021年首播。
2007年，萬卷出版公司曾出版了中文版《時光之輪1 — 世界之眼》，但隨著貝塔斯曼退出中國，這套書中文簡體版的出版歸於流產。2009年，中國出版集團旗下東方出版中心一舉購買了《時光之輪》十一卷的中文版權。译者为李镭，目前已经出版了全部十四卷和前传。台灣於2011年發行第十卷，2012年發行第十一卷。

## 登場人物
蘭德·亞瑟（Rand al'Thor）
來自兩河流域伊蒙村的牧羊人。時軸之一。被宣稱是轉生真龍。
麥特·考松（Mat Cauthon）
來自兩河流域伊蒙村。蘭德的好友。時軸之一。吹響了瓦力爾號角。
佩林·艾巴亞（Perrin Aybara）
來自兩河流域伊蒙村。原是鐵匠的學徒。時軸之一。具有與狼溝通的能力。
艾雯·艾威爾（Egwene al'Vere）
來自兩河流域伊蒙村的女子。和蘭德曾是一對戀人。後來成為兩儀師。
奈妮薇·愛米拉（Nynaeve al'Meara）
來自兩河流域伊蒙村的女子。是伊蒙村的前鄉智。後來成為兩儀師。
沐瑞（Moiraine）
藍宗兩儀師。凱瑞安達歐崔家族。塔琳蓋爾同父異母的妹妹。雷芒國王的姪女。
嵐（Lan）
約缚於沐瑞的護法。
湯姆·摩利林（Thom Merrilin）
走唱人。曾是安多摩格絲女王的宮廷吟遊詩人。
艾玲達（Aviendha）
一位槍姬眾。
伊蘭·傳坎（Elayne Trakand）
摩格絲女王的女兒。安多的王女。後來成為兩儀師。
明（Min）
全名是伊爾明黛達。擁有判讀人類周遭靈光能力的少女。
羅亞爾（Loial）
一名來自商台聚落的巨森靈。

## 系列內容
|     | 書名                            | 頁數 | 章節 | 字數（英文） | 出版日期       | 附註                |  |
| --- | ------------------------------- | ---- | ---- | ------------ | -------------- | ------------------- |  |
| NA  | 新春 New Spring                 | 332  | 26   | 121,815      | 2004年 1月     | 本書沒有序曲        |  |
| 1.  | 世界之眼 The Eye of the World   | 832  | 53   | 305,902      | 1990年1月15日  |                     |  |
| 2.  | The Great Hunt                  | 736  | 50   | 267,078      | 1990年11月15日 |                     |  |
| 3.  | The Dragon Reborn               | 704  | 56   | 251,392      | 1991年10月15日 |                     |  |
| 4.  | The Shadow Rising               | 1008 | 58   | 393,823      | 1992年9月15日  | 本書沒有序曲        |  |
| 5.  | 天空之火 The Fires of Heaven    | 992  | 56   | 354,109      | 1993年10月15日 |                     |  |
| 6.  | 混沌之王 Lord of Chaos          | 1024 | 55   | 389264       | 1994年10月15日 | 首度在書中加入尾聲  |  |
| 7.  | 劍之王冠 A Crown of Swords      | 896  | 41   | 295,028      | 1996年5月15日  |                     |  |
| 8.  | The Path of Daggers             | 704  | 31   | 226,687      | 1998年10月20日 |                     |  |
| 9.  | 寒冬之心 Winter's Heart         | 800  | 35   | 238,789      | 2000年11月7日  |                     |  |
| 10. | 光影歧路 Crossroads of Twilight | 864  | 30   | 271,632      | 2003年1月7日   | 尾聲                |  |
| 11. | 迷夢之刃 Knife of Dreams        | 832  | 37   | 315,163      | 2005年10月11日 | 尾聲                |  |
| 12. | 末日風暴The Gathering Storm     | 784  | 50   | 303,630      | 2009年10月27日 | 由布兰登·山德森完成 |  |
| 13. | 闇夜之塔Towers of Midnight              |      |      |              | 2010年11月2日  | 由布蘭登·山德森完成 |  |
| 14. | 光明回憶 A Memory of Light      |      |      |              | 2014年6月5日   | 由布蘭登·山德森完成 |  |

## 改編作品

### 遊戲
- 《時光之輪（英语：The Wheel of Time (video game)）》

### 電視劇
- 《時光之輪》

## 外部連結
- 《时光之轮》奇幻王国--官方博客 （页面存档备份，存于）
- 豆瓣《时光之轮》讨论组 （页面存档备份，存于）
- 龙骑士城堡论坛
- 高寶集團 （页面存档备份，存于）
- Tar Valon.net （页面存档备份，存于）